# Gouvernement Sipilä
 (juin 2023).
Si vous disposez d'ouvrages ou d'articles de référence ou si vous connaissez des sites web de qualité traitant du thème abordé ici, merci de compléter l'article en donnant les références utiles à sa vérifiabilité et en les liant à la section « Notes et références ».
Le gouvernement Sipilä (en finnois : Sipilän hallitus, en suédois : Regeringen Sipilä) est le gouvernement de la République de Finlande entre le 29 mai 2015 et le 6 juin 2019, durant la trente-septième législature du Parlement de Finlande.

## Coalition et historique
Dirigé par le nouveau Premier ministre libéral Juha Sipilä, ce gouvernement est constitué et soutenu par une coalition de droite et centre droit entre le Parti du centre (Kesk), les Vrais Finlandais (PS) et le Parti de la coalition nationale (Kok). Ensemble, ils disposent de 124 députés sur 200, soit 62 % des sièges du Parlement.
Il est formé à la suite des élections législatives du 19 avril 2015.
Il succède donc au gouvernement du conservateur Alexander Stubb, constitué et soutenu par une coalition entre le Kok, le Parti social-démocrate de Finlande (SDP), le Parti populaire suédois de Finlande (SFP) et les Chrétiens-démocrates (KD).

### Formation
Au cours du scrutin, l'alliance au pouvoir perd sa majorité parlementaire, conséquence des nets reculs enregistrés par le Kok et le SDP. Parallèlement, le Kesk, dans l'opposition depuis juin 2011, redevient le premier parti du pays avec 21,1 % des voix, tandis que les PS confirment leur implantation dans le paysage politique avec 17,7 % des suffrages exprimés.
À la suite de l'examen du questionnaire envoyé à tous les groupes parlementaires, Sipilä a décidé d'ouvrir des négociations exclusives en vue de former une majorité avec le Parti de la coalition nationale et les Vrais Finlandais. À cet égard, ce gouvernement marque une double rupture, puisque c'est la première fois que les trois partis arrivés en tête s'associent, et que pour la première fois depuis 40 ans le SFP ne participe pas à la constitution de la nouvelle coalition.
Les trois formations s'étant mises d'accord sur le programme et la structure de l'équipe gouvernementale, Juha Sipilä est élu Premier ministre par la Diète nationale le 28 mai, par 128 voix pour et 62 contre. Il présente son exécutif, qui compte huit hommes pour cinq femmes, dès le lendemain. Cette équipe est très expérimentée, puisque neuf membres ont déjà exercé une fonction ministérielle.
En novembre 2015, le gouvernement évite de peu l'implosion, à la suite d'un désaccord entre le Kesk et le Kok sur la réforme du système de santé.
Sipilä procède à un important remaniement ministériel le 5 mai 2017, qui voit la création de trois nouveaux postes ministériels et porte le nombre total de ministres à 16. Le poste de ministre de la Justice et du Travail et la fonction de ministre de l'Agriculture et de l'Environnement sont scindés en deux, tandis qu'un poste de ministre des Affaires européennes, de la Culture et des Sports est institué.

### Succession
La coalition se dissout le 12 juin, au lendemain de l'élection de Jussi Halla-aho à la présidence des Vrais Finlandais, issu de la frange radicale du parti, contre le ministre des Affaires européennes Sampo Terho. Le Kesk et le Kok indiquent ne plus vouloir travailler avec les PS. Alors que le chef du gouvernement se met en recherche d'un nouveau partenaire de coalition, 20 députés PS conduits par Timo Soini et Terho forment un nouveau groupe parlementaire, Réforme bleue (ST), qui maintient son soutien au cabinet de Sipilä. Ce dernier dispose alors de 106 députés sur 200, soit 50,3 % des sièges de l'Eduskunta. Lors d'un vote de confiance organisé le 20 juin, le cabinet l'emporte par 104 voix pour et 85 contre.
Le 8 mars 2019, Juha Sipilä présente sa démission de chef du gouvernement au président de la République mais reste chargé des affaires courantes jusqu'à la formation d'un nouveau gouvernement à la suite des élections législatives du 14 avril.

## Composition

### Initiale (29 mai 2015)
- Les nouveaux ministres sont indiqués en gras, ceux ayant changé d'attributions en italique.

| Poste                                                  | Titulaire | Titulaire            | Parti |
| ------------------------------------------------------ | --------- | -------------------- | ----- |
| Premier ministre                                       |           | Juha Sipilä          | Kesk  |
| Vice-Premier ministre Ministre des Affaires étrangères |           | Timo Soini           | PS    |
| Ministre du Commerce extérieur et du Développement     |           | Lenita Toivakka      | Kok   |
| Ministre de la Justice et du Travail                   |           | Jari Lindström       | PS    |
| Ministre de l'Intérieur                                |           | Petteri Orpo         | Kok   |
| Ministre de la Défense                                 |           | Jussi Niinistö       | PS    |
| Ministre des Finances                                  |           | Alexander Stubb      | Kok   |
| Ministre des Affaires locales et des Réformes          |           | Anu Vehviläinen      | Kesk  |
| Ministre de l'Éducation et de la Culture               |           | Sanni Grahn-Laasonen | Kok   |
| Ministre de l'Agriculture et de l'Environnement        |           | Kimmo Tiilikainen    | Kesk  |
| Ministre des Transports et des Communications          |           | Anne Berner          | Kesk  |
| Ministre des Affaires économiques                      |           | Olli Rehn            | Kesk  |
| Ministre des Affaires sociales et de la Santé          |           | Hanna Mäntylä        | PS    |
| Ministre de la Famille et des Services sociaux         |           | Juha Rehula          | Kesk  |

### Remaniement du22 juin 2016
- Les nouveaux ministres sont indiqués en gras, ceux ayant changé d'attributions en italique.

| Poste                                                  | Titulaire | Titulaire                                          | Parti |
| ------------------------------------------------------ | --------- | -------------------------------------------------- | ----- |
| Premier ministre                                       |           | Juha Sipilä                                        | Kesk  |
| Vice-Premier ministre Ministre des Affaires étrangères |           | Timo Soini                                         | PS    |
| Ministre du Commerce extérieur et du Développement     |           | Kai Mykkänen                                       | Kok   |
| Ministre de la Justice et du Travail                   |           | Jari Lindström                                     | PS    |
| Ministre de l'Intérieur                                |           | Paula Risikko                                      | Kok   |
| Ministre de la Défense                                 |           | Jussi Niinistö                                     | PS    |
| Ministre des Finances                                  |           | Petteri Orpo                                       | Kok   |
| Ministre des Affaires locales et des Réformes          |           | Anu Vehviläinen                                    | Kesk  |
| Ministre de l'Éducation et de la Culture               |           | Sanni Grahn-Laasonen                               | Kok   |
| Ministre de l'Agriculture et de l'Environnement        |           | Kimmo Tiilikainen                                  | Kesk  |
| Ministre des Transports et des Communications          |           | Anne Berner                                        | Kesk  |
| Ministre des Affaires économiques                      |           | Olli Rehn (jusqu'au 29/12/2016) Mika Lintilä       | Kesk  |
| Ministre des Affaires sociales et de la Santé          |           | Hanna Mäntylä (jusqu'au 25/08/2016) Pirkko Mattila | PS    |
| Ministre de la Famille et des Services sociaux         |           | Juha Rehula                                        | Kesk  |

### Remaniement du5 mai 2017
- Les nouveaux ministres sont indiqués en gras, ceux ayant changé d'attributions en italique.

| Poste                                                          | Titulaire | Titulaire                                                                 | Parti |
| -------------------------------------------------------------- | --------- | ------------------------------------------------------------------------- | ----- |
| Premier ministre                                               |           | Juha Sipilä                                                               | Kesk  |
| Vice-Premier ministre                                          |           | Timo Soini (jusqu'au 28/06/2017)                                          | SIN   |
| Vice-Premier ministre                                          |           | Petteri Orpo                                                              | Kok   |
| Ministre des Affaires étrangères                               |           | Timo Soini                                                                | SIN   |
| Ministre du Commerce extérieur et du Développement             |           | Kai Mykkänen (jusqu'au 06/02/2018) Anne-Mari Virolainen                   | Kok   |
| Ministre de la Justice                                         |           | Antti Häkkänen                                                            | Kok   |
| Ministre de l'Intérieur                                        |           | Paula Risikko (jusqu'au 05/02/2018) Kai Mykkänen (à partir du 06/02/2018) | Kok   |
| Ministre de la Défense                                         |           | Jussi Niinistö                                                            | SIN   |
| Ministre des Finances                                          |           | Petteri Orpo                                                              | Kok   |
| Ministre des Affaires locales et des Réformes                  |           | Anu Vehviläinen                                                           | Kesk  |
| Ministre de l'Éducation                                        |           | Sanni Grahn-Laasonen                                                      | Kok   |
| Ministre des Affaires européennes, de la Culture et des Sports |           | Sampo Terho                                                               | SIN   |
| Ministre de l'Agriculture et des Forêts                        |           | Jari Leppä                                                                | Kesk  |
| Ministre des Transports et des Communications                  |           | Anne Berner                                                               | Kesk  |
| Ministre des Affaires économiques                              |           | Mika Lintilä                                                              | Kesk  |
| Ministre du Travail                                            |           | Jari Lindström                                                            | SIN   |
| Ministre des Affaires sociales et de la Santé                  |           | Pirkko Mattila                                                            | SIN   |
| Ministre de la Famille et des Services sociaux                 |           | Juha Rehula (jusqu'au 10/07/2017) Annika Saarikko                         | Kesk  |
| Ministre du Logement, de l'Énergie et de l'Environnement       |           | Kimmo Tiilikainen                                                         | Kesk  |